# Motie van wantrouwen
Een motie van wantrouwen in de politiek of in het algemeen, is een verklaring van afkeuring door het parlement, de aandeelhouders of leden van een rechtspersoon jegens een of meer bewindslieden of bestuursleden, of het gehele kabinet of bestuur. Wordt de verklaring door de in de betreffende situatie vereiste meerderheid aangenomen, is veelal regel dat de betreffende persoon of personen de functie neerleggen. Redenen voor het opzeggen van vertrouwen kunnen veelzijdig zijn, afhankelijk van de omstandigheden en de ter zake geldende wetgeving. Heel algemeen kan gesteld worden, dat het betreffende bestuurslid niet (langer) in staat wordt geacht voldoende vaardig, kundig of doelmatig de bestuurlijke taken uit te voeren; dan wel geacht wordt niet in het belang van het bedrijf, vereniging of staatsrechtelijke eenheid gehandeld te hebben; dan wel af dient te treden bij wijze van het afleggen van verantwoording over de manier van besturen in een achterliggende periode.

## Nederland

### Parlementair stelsel
De vertrouwensregel is een ongeschreven rechtsregel van het staatsrecht die is gebaseerd op de vanaf 1848 geldende bepalingen in de Grondwet rondom het ontslag en de benoeming van ministers, de ministeriële verantwoordelijkheid en het recht van de volksvertegenwoordiging de regering te controleren. De inhoud van de  vertrouwensregel kan als volgt worden weergegeven: de bewindspersoon waarbij is gebleken dat zijn handelen of stilzitten er toe heeft gevoerd dat het vertrouwen van een meerderheid in het parlement is komen te ontbreken, dient zijn ontslag aan de koning(in) aan te bieden. Dit geldt ook wanneer het om handelen of nalaten van het staatshoofd gaat dat onder het beleidsterrein van de betreffende bewindspersoon valt, of om dat van diens voorgangers. Het wantrouwen kan blijken uit een aangenomen of voorgestelde motie van wantrouwen of afkeuring.
Of een motie het karakter heeft van een motie van wantrouwen is niet altijd duidelijk, bijvoorbeeld in de zogenaamde Nacht van Schmelzer. In een motie wordt ook meestal niet het begrip wantrouwen gebruikt, maar het woord 'afkeuring', zoals in de enige motie van wantrouwen uit de parlementaire geschiedenis die ooit is aangenomen: de motie-Deckers in 1939. De indiener(s) van een motie en de bewindspersoon tegen wie de motie gericht is, zijn de meest aangewezen personen om aan te geven of een motie het karakter heeft van een motie van wantrouwen. Een bewindspersoon kan dat doen door vóór de stemming uit te spreken dat hij de motie onaanvaardbaar vindt. Hiermee zal hij doorgaans proberen Kamerleden van coalitiefracties ertoe te bewegen niet voor de motie te stemmen, omdat zij geen politieke crisis willen riskeren. Omgekeerd zal de bewindspersoon een kwestie meestal ook niet op scherp willen zetten en dus niet snel parlementair zware termen als "onaanvaardbaar" gebruiken. Hij kan ook zeggen dat hij grote moeite heeft met de motie, zodat aanvaarding van de motie niet onherroepelijk inhoudt dat hij zal aftreden.
Op 13 december 2006 aanvaardde de Tweede Kamer een motie-Dijsselbloem waarin de handelwijze van de demissionaire minister Rita Verdonk werd afgekeurd, omdat zij niet bereid was eerdere moties van de Kamer uit te voeren. In die eerdere moties werd de minister gevraagd uitzetting van vreemdelingen op te schorten die in aanmerking konden komen voor het generaal pardon, omdat op dat moment bij de kabinetsformatie over zo'n pardon werd onderhandeld. Het kabinet besloot dat Verdonk niet zou aftreden, maar het ruilde wel het onderdeel vreemdelingenbeleid uit Verdonks portefeuille in voor enkele andere onderdelen van het ministerie van Justitie. Niet duidelijk is of de motie-Dijsselbloem feitelijk een motie van wantrouwen was, en of de vertrouwensregel hiermee werd genegeerd. De Tweede Kamer had eventueel in een volgende motie ondubbelzinnig kunnen uitspreken dat Verdonk diende af te treden, maar heeft dat niet gedaan. Daaruit blijkt dat er een voor beide kanten tevredenstellende oplossing was bereikt.
Over de vraag of de vertrouwensregel ook geldt ten aanzien van de Eerste Kamer bestaat wetenschappelijke discussie. Een proefschrift uit het jaar 2000 van politicus en jurist mr. Frank de Vries over het onderwerp, De staatsrechtelijke positie van de Eerste Kamer, verdedigt de stelling dat de vertrouwensregel ook geldt met betrekking tot de Eerste Kamer. Dit geldt eveneens voor de naderhand verschenen 15e druk van het Handboek van het Nederlandse staatsrecht van Van der Pot. In de 14e druk werd nog  de stelling verdedigd dat de vertrouwensregel niet geldt ten aanzien van de Eerste Kamer.
Met een motie van afkeuring wordt veelal aangeduid dat er geen vertrouwen is in een goede voortzetting van het bestuur. Zo leidde de motie van afkeuring van Laurent Deckers tegen het net nieuw aangetreden kabinet-Colijn V in 1939 al na vier dagen tot de val van het kabinet. In 1966 werd een aangenomen motie over de uitgaven van Norbert Schmelzer tijdens de Nacht van Schmelzer door het kabinet-Cals gekarakteriseerd als een motie van wantrouwen, en trad dit kabinet terug.

### Regionaal en lokaal politiek  bestuur
In de Provinciewet wordt de motie van wantrouwen jegens een provinciebestuurder (dat wil zeggen een gedeputeerde) wel genoemd. Artikel 49 Provinciewet luidt: "Indien een uitspraak van provinciale staten inhoudende de opzegging van hun vertrouwen in een gedeputeerde er niet toe leidt dat de betrokken gedeputeerde onmiddellijk ontslag neemt, kunnen provinciale staten besluiten tot ontslag."
Ook in de Gemeentewet wordt de motie van wantrouwen jegens een gemeentebestuurder (dat wil zeggen een wethouder) genoemd. Artikel 49 Gemeentewet luidt: "Indien een uitspraak van de raad inhoudende de opzegging van zijn vertrouwen in een wethouder er niet toe leidt dat de betrokken wethouder zijn ontslag indient, kan de raad besluiten tot ontslag."
Ook in de Wet openbare lichamen Bonaire, Sint Eustatius en Saba (WolBES) wordt de motie van wantrouwen jegens een bestuurder van het openbaar lichaam (dat wil zeggen een eilandgedeputeerde) genoemd. Artikel 60 lid 1 WolBES luidt: "Indien een uitspraak van de eilandsraad inhoudende de opzegging van zijn vertrouwen in een eilandgedeputeerde er niet toe leidt dat de betrokken eilandgedeputeerde onmiddellijk ontslag neemt, kan de eilandsraad besluiten tot ontslag."

## België
In de Belgische Grondwet is dit systeem met betrekking tot de federale regering vervangen door dat van de constructieve motie van wantrouwen.

## Motie van afkeuring
Net als een motie van wantrouwen is een motie van afkeuring een motie die wordt ingediend om afkeuring kenbaar te maken over één of meer bestuurleden (of het gehele bestuur). Strikt gesproken kan dit gebeuren om afkeuring over een bepaalde handeling of gebeurtenis uit te spreken, zonder dat ook het vertrouwen wordt opgezegd. In Nederland kan een motie van afkeuring bijvoorbeeld worden aangenomen door de Tweede Kamer, als de kamer ontevreden is over het functioneren van een minister.
Het indienen van een motie toont op zich niet meer aan dan dat de indiener reden ziet een motie in te dienen. Het ook daadwerkelijk aannemen van een motie van afkeuring wordt meestal opgevat als een ernstige waarschuwing aan degene wiens functioneren de motie betreft en kan in sommige gevallen voor betrokken bestuurder(s) reden zijn om af te treden. Een formele verplichting is dit echter niet.
Het onderscheid tussen een motie van afkeuring en een motie van wantrouwen is onduidelijk. Als er al een verschil is, is dat verschil niet zichtbaar aan de tekst van de motie, maar ligt het in de interpretatie van meestal de minister(s) of het kabinet (en soms van de interpretatie van de indiener van de motie of van de meerderheid van de Tweede Kamer).
Als volgens deze interpretatie de aangenomen motie er een van wantrouwen is, dient de bewindspersoon / de bewindslieden op te stappen. De Tweede Kamer kent ook een motie van treurnis, waarin de indiener zich bij voorbaat neerlegt bij het zonder gevolgen blijven van de motie.

## Algemeen taalgebruik
In het algemeen taalgebruik wordt de term "een motie van wantrouwen" gebruikt als uitdrukking in een veel ruimere zin, namelijk niet als een formeel blijk van opzegging van vertrouwen, ingediend bij een vertegenwoordigend lichaam, maar als persoonlijk blijk van een gebrek aan vertrouwen. In deze zin hoeft "een motie van wantrouwen" niet geschreven of gesproken te zijn, maar kan ook een handeling (of het nalaten van een handeling) zijn.